# 7-Eleven
7-Eleven Inc. je mezinárodní řetězec obchodů se smíšeným zbožím. Vznikl v USA, do roku 1946 se jmenoval Tote'm Stores a sídlí v texaském Dallasu. Současný název vyjadřuje otevírací dobu od sedmi ráno do jedenácti (anglicky eleven) večer. Od roku 2005 řetězec vlastní japonská společnost Seven-Eleven Japan Co., Ltd., kterou vlastní jiná japonská společnost Seven & I Holdings Co., Ltd. V červnu 2018 7-Eleven provozoval, franšízoval nebo licencoval  66 579 obchodů v 17 zemích.